# Alexander von Oppeln-Bronikowski
Alexander August Ferdinand von Oppeln-Bronikowski (także, w Polsce, Aleksander August Ferdynand Bronikowski) herbu własnego (ur. 28 lutego 1783, Drezno, zm. 21 stycznia 1834 tamże, pseudonim A.Fd. von Oppeln) – pisarz, autor powieści historycznych, major Wojska Polskiego Królestwa Kongresowego.

## Życiorys
Alexander Bronikowski był synem podczaszyca ostrzeszowskiego, późniejszego generała – adiutanta elektora saskiego, Jana Piotra Fryderyka Oppeln-Bronikowskiego i Krystyny Karoliny Wilhelminy von Thiele ze starej i ustosunkowanej rodziny saskiej. Jako młody człowiek Jan Piotr zaciągnął się do armii saskiej. W czasie wojny siedmioletniej był już pułkownikiem gwardii saskiej, po zakończeniu wojny powrócił do Polski i działał m.in. w konfederacji toruńskiej dysydentów. W roku 1769 przeniósł się na stałe do Saksonii. Młodszy brat Samuel pozostał w Polsce i dużo później pomógł bratankowi Aleksandrowi jako b. szambelan dworu Stanisława Augusta, gdy przyszły pisarz osiedlił się czasowo w Warszawie.
W wieku lat 12 Alexander wstąpił jako junkier do wojska pruskiego i przebywał w Brzegu, później, już jako oficer, był stacjonowany w Erfurt i przebywał tam do roku 1802. W Erfurcie wraz z kolegami z pułku założył kółko literackie i w jego almanachu zamieścił parę swoich wierszy. Później był stacjonowany w Warszawie i Wrocławiu, gdzie mieszkał do roku 1807. Po klęsce Prus po bitwie pod Jeną-Auerstedt (1806) poprosił o abszyt z armii pruskiej, przeniósł się do Pragi i później do Drezna. Od 1809 służył w Legii Nadwiślańskiej. Po wybuchu wojny Napoleona z Rosją wstąpił do wojsk Księstwa Warszawskiego i wziął udział w kampaniach lat 1812 (za zasługi w tej kampanii otrzymał order Legii Honorowej) i 1813. W roku 1815 wstąpił do wojsk Królestwa Polskiego w stopniu kapitana i zamieszkał w Warszawie, gdzie pozostał do roku 1823. W roku 1817 postąpił na majora. W swych warszawskich czasach poznał lepiej język polski i utrzymywał żywe kontakty z polskimi literatami epoki romantyzmu. W roku 1823 wziął abszyt z armii polskiej i powrócił do Drezna, skąd przeniósł się w 1830 do Halberstadt. Za swą pracę o historii Polski (1828) otrzymał na wniosek prezesa J.U. Niemcewicza członkostwo warszawskiego Towarzystwa Przyjaciół Nauk, co mu pomogło w późniejszych trudnościach finansowych, gdyż przysyłano mu zapomogi. Ostatnie dwa lata przed śmiercią przebył w rodzinnym grodzie. Zmarł podobno w więzieniu za długi. Grobu jego szukał na cmentarzach drezdeńskich J.I. Kraszewski, nie udało go się odnaleźć.
Bronikowski zadebiutował w roku 1825 opowiadaniami w drezdeńskiej gazecie Abendzeitung. W tym samym roku wydał czterotomową powieść historyczną Hipolit Boratyński. Wątki swej twórczości czerpał głównie z historii Polski i polskich legend. Dzieła tego niegdyś bardzo poczytnego i znanego pisarza o sławie europejskiej, dziś zupełnie zapomniane i nie wznawiane od początku XX wieku, obejmują 21 tomów (nie licząc powieści Jakub Frank, przypisywanej niekiedy Bronikowskiemu, lecz prawdopodobnie niemającej z nim nic wspólnego). Większość z nich przetłumaczono na polski, bardzo wiele na inne języki. Ostatnie wydanie polskie w 10 tomach ukazało się ok. roku 1905. Pisarstwo Bronikowskiego wywarło duży wpływ na twórczość J. I. Kraszewskiego, był niejako jego prekursorem. Sam pozostawał pod wpływem Waltera Scotta, ale wykazywał większą dbałość o prawdę historyczną, nie dając się na ogół ponieść fantazji.

## Dzieła

### Powieści i inne dzieła Aleksandra Bronikowskiego (wybór)
- Das Schloß am Eberfluß, 1825 – polskie wydanie Zawieprzyce 1828 wersja cyfrowa na PBC Polona – powieść historyczna o Zamku Zawieprzyckim;
- Hippolyt Boratynski o dziejach Barbary Radziwiłłówny, 1 – 4, 1826, polskie wydanie Hipolit Boratyński. Romans historyczny 1828–1829 1- 6, tłum. Jan Kazimierz Ordyniec;
- Kasimir, der große Piast (Kazimierz, wielki Piast), 1 – 2, 1826;
- Kasimir der Große und Esterka 1827, polskie wydanie Kazimierz Wielki i Esterka. Powieść historyczna z XIV w. t. 1-2 1828, tłum. Adrian Krzyżanowski;
- Der Mäusethurm am Goplo-See 1827, polskie wydanie (Mysza Wieża wśród Jeziora Gopła. Powieść słowiańska z pierwszej połowy IX w.) 1827, wyd. drugie Mysza Wieża na jeziorze Gople. Powieść sarmacka z pierwszej połowy IX w. tłum. Józef Franciszek Królikowski;
- Die Geschichte Polens von den ältsten Zeiten bis auf unsre Tage (Historia Polski) (1827, recenzja 1828: Joachim Lelewel), polskie wydanie 1865 pt. Polska, dzieje i rzeczy jej;
- Olgierd und Olga oder Polen im ersten Jahrhundert (Olgierd i Olga lub Polska w pierwszym stuleciu), 1-5, 1828
- Der gallische Kerker, Erzählung (Więzienie Jana Kazimierza we Francji), 1827, polskie wydanie 1830, tłum. Adrian Krzyżanowski;
- Wenige Worte eines Polen an seine Mitbrüder (Kilka słów Polaka do swoich rodaków), 1830;
- Polen im 17. Jahrhundert oder Johannes III. Sobieski und sein Hof 1 – 5, 1832, polskie wydanie Jan trzeci i dwór jego czyli Polska w siedemnastym wieku t. 1-5, 1830;
- Die Frauen von Koniecpolski (Panie Koniecpolskie), 1 – 2 1832, 3 – 4 1833–1835.
- Beate. Aus einer alten Chronik ohne Titelblatt, 1832 (o powstaniu listopadowym);
- Wydania dzieł zebranych
- Schriften, Drezno i Lipsk 1825–1835, 21 tomów;
- Sammlung neuer Schriften, Halberstadt 1829–1834, 28 tomów;
- Powieści historyczne A. Bronikowskiego, Warszawa ok. 1905, 10 tomów, przedmowa: Teodor Jeske-Choiński.

### O Aleksandrze Bronikowskim
- Allgemeine Deutsche Biographie, Band III, Berlin 1967 (reprint)
- Deutsches Literaturlexikon, Band 2, Bern und München 1969
- Jerzy Kałążny, Fiktion und Geschichte, Alexander von Oppeln-Bronikowski und sein Geschichtserzählen, Poznań 1996
- Polski Słownik Biograficzny, tom II, Kraków 1936
- Stanisław Szenic, Cmentarz Powązkowski 1851–1890, Warszawa 1982
- Tenże, Za zachodnią miedzą, Warszawa 1973
- Życiorysy znakomitych ludzi, Warszawa 1851